# Pipradrol
Pipradrol – organiczny związek chemiczny, stymulująca substancja psychoaktywna. W latach 50. XX w. pipradrol używany był do leczenia otyłości, narkolepsji i ADHD. W latach 70. został wycofany ze spisu leków ze względu na duży potencjał nadużywania w celach rekreacyjnych. Obecnie używany jest jeszcze w niektórych krajach w Europie. Pipradrol ze względu na swój długi czas działania (12 h) podawany był w jednej dawce (0,5 – 4 mg) rano.

Przeczytaj ostrzeżenie dotyczące informacji medycznych i pokrewnych zamieszczonych w Wikipedii.